# Schermen op de Olympische Jeugdzomerspelen 2014
Schermen is een van de olympische sporten die beoefend werden tijdens de Olympische Jeugdzomerspelen 2014 in het Nanjing International Expo Center. De competitie liep van 17 tot en met 20 augustus. Er waren zeven onderdelen: drie voor jongens, drie voor meisjes en een gemengde teamcompetitie.

## Onderdelen
Bij de individuele onderdelen werden de deelnemers in groepen van maximaal zeven schermers ingedeeld. Binnen de groep speelde iedereen een keer tegen elkaar en op basis van de eindstand in de groep werd het knock-outschema ingevuld. Elke wedstrijd in de eerste ronde ging over vijf treffers of duurde drie minuten als geen partij vijf treffers maakt. Een wedstrijd in de knock-outfase gaat tot de vijftien treffers of duurde maximaal drie keer drie minuten.
Bij de teamwedstrijd werden tien continentale teams samengesteld die bestonden uit drie jongens en drie meisjes, gebaseerd op de resultaten uit de individuele wedstrijden. Er werd direct met de knock-outfase gestart. Een wedstrijd bestond uit zes individuele wedstrijden waarbij elk teamlid een keer in actie komt. De eerste wedstrijd stopte wanneer iemand vijf treffers had of indien drie minuten voorbij waren. De tweede wedstrijd stopte wanneer een team in totaal tien treffers heeft of indien er totaal zes minuten zijn gespeeld enzovoorts. De wedstrijd eindigt wanneer een team dertig treffers heeft of na de zesde wedstrijd.

## Kalender
| Augustus | 17 | 18 | 19 | 20 | 21 | 22 | 23 | 24 | 25 | 26 | 27 | 28 | 29 |
| -------- | -- | -- | -- | -- | -- | -- | -- | -- | -- | -- | -- | -- | -- |
| Schermen |    | 2  | 2  | 2  | 1  |    |    |    |    |    |    |    |    |

|  | Finale |

## Medailles

### Jongens
| Onderdeel | Goud | Goud                | Zilver | Zilver             | Brons | Brons           |
| --------- | ---- | ------------------- | ------ | ------------------ | ----- | --------------- |
| Degen     | HUN  | Patrik Esztergalyos | SWE    | Linus Flygare      | RUS   | Ivan Limarev    |
| Floret    | POL  | Andrzej Rzadkowski  | HKG    | Chun Yin Ryan Choi | FRA   | Enguerand Roger |
| Sabel     | RUS  | Ivan Ilin           | KOR    | Kim Dongju         | CHN   | Yan Yinghui     |

### Meisjes
| Onderdeel | Goud | Goud              | Zilver | Zilver             | Brons | Brons         |
| --------- | ---- | ----------------- | ------ | ------------------ | ----- | ------------- |
| Degen     | KOR  | Sinhee Lee        | ITA    | Eleonora de Marchi | SWE   | Åsa Linde     |
| Floret    | USA  | Sabrina Massialas | JPN    | Karin Miyawaki     | CHN   | Huang Ali     |
| Sabel     | RUS  | Alina Moseyko     | ITA    | Chiara Crovari     | HUN   | Petra Záhonyi |

### Gemengd
| Onderdeel    | Goud | Goud | Zilver | Zilver | Brons | Brons |
| ------------ | --- | --- | --- | --- | --- | --- |
| Gemengd team | Team Asia-Oceania 1 Chien Kei Hsu Albert Hongkong Choi Chun Yin Ryan Hongkong Misaki Emura Japan Kim Dong-ju Zuid-Korea Lee Sin-hee Zuid-Korea Karin Miyawaki Japan | Team Asia-Oceania 1 Chien Kei Hsu Albert Hongkong Choi Chun Yin Ryan Hongkong Misaki Emura Japan Kim Dong-ju Zuid-Korea Lee Sin-hee Zuid-Korea Karin Miyawaki Japan | Team Europe 1 Patrik Esztergályos Hongarije Marta Martyanova Rusland Ivan Ilin Rusland Eleonora De Marchi Italië Andrzej Rządkowski Polen Alina Moseyko Rusland | Team Europe 1 Patrik Esztergályos Hongarije Marta Martyanova Rusland Ivan Ilin Rusland Eleonora De Marchi Italië Andrzej Rządkowski Polen Alina Moseyko Rusland | Team Europe 2 Chiara Crovari Italië Marios Giakoumatos Griekenland Linus Islas Flygare Zweden Åsa Linde Zweden Enguerand Roger Frankrijk Anna Szymczak Polen | Team Europe 2 Chiara Crovari Italië Marios Giakoumatos Griekenland Linus Islas Flygare Zweden Åsa Linde Zweden Enguerand Roger Frankrijk Anna Szymczak Polen |

Atletiek · Badminton · Basketbal · Beachvolleybal · Boksen · Boogschieten · Gewichtheffen · Golf · Gymnastiek · Handbal · Hockey · Judo · Kanovaren · Moderne vijfkamp · Paardensport · Roeien · Rugby Sevens · Schermen · Schietsport · Schoonspringen · Taekwondo · Tafeltennis · Tennis · Triatlon · Voetbal · Wielersport · Worstelen · Zeilen · Zwemmen